# Lukač (Virovitica-Podravina)
Lukač (Hongaars: Lukács of Szentlukács) is een gemeente in de Kroatische provincie Virovitica-Podravina.
Lukač telt 4276 inwoners. De oppervlakte bedraagt 83,23 km², de bevolkingsdichtheid is 51,4 inwoners per km².
Steden (gradovi): Virovitica · Orahovica · Slatina

Gemeenten (općine): Crnac · Čačinci · Čađavica · Gradina · Lukač · Mikleuš · Nova Bukovica · Pitomača · Sopje · Suhopolje · Špišić Bukovica · Voćin · Zdenci